# 马特博物馆
马特博物馆（英語：Mütter Museum）是美国费城的一家医学博物馆。隶属于费城医学院。

## 历史
来源于1858年捐款，创建于1863年。博物馆主要收藏有医学畸形、解剖和病理学标本，古代医疗器械等，主要供医学研究之用，也提供付费参观。
馬特博物館著名的收藏包含愛因斯坦的部份大腦樣本。